# TCP Global Synchronization
TCP Global Synchronization beschreibt ein periodisches Ansteigen und Abfallen des Datendurchsatzes in TCP-Verbindungen. Dabei tritt dieses Verhalten nicht isoliert an einzelnen TCP-Verbindungen auf, sondern synchronisiert an allen TCP-Verbindungen eines Systems.
Die Ursache für dieses synchrone Verhalten liegt im Taildrop-Algorithmus als einem Verfahren der Überlastkontrolle begründet, bei dem der Netzwerk-Scheduler die Datenpakete dann löscht, wenn der Puffer voll ist und für diese kein Platz mehr ist. Da dies bei allen TCP-Verbindungen eines Systems gleichzeitig auftritt, steuert die TCP-Flusskontrolle aller Verbindungen dagegen, um den Datendurchsatz zu reduzieren.
Dieses unerwünschte Verhalten im Netzwerk kann vermieden werden, wenn andere Algorithmen zur Überlaststeuerung verwendet werden, wie z. B. Explicit Congestion Notification, bei dem Datenpakete markiert aber weitergesendet werden, oder Random Early Detection, bei dem Datenpakete nicht erst bei komplett gefüllten Eingangspuffern verworfen werden, sondern bereits bei teilweise gefüllten, wobei die Wahrscheinlichkeit des Paketverwurfes mit dem Füllstand des Puffers ansteigt.